# Миллер, Зелл
Зелл Брайан Миллер (англ. Zell Bryan Miller; 24 февраля 1932, Янг-Харрис, Джорджия — 23 марта 2018, там же) — американский политик-демократ. Он принадлежал к консервативному крылу Демократической партии, поддержал кандидата от Республиканской партии Джорджа Буша на президентских выборах в 2004 году. Миллер описал свои консервативные взгляды в книге: A National Party No More: The Conscience of a Conservative Democrat (2003).

## Биография
Служил в Морской пехоте США (1953–1956). Окончил Университет Джорджии (1957), там же получил степень магистра (1958). Работал бизнесменом, профессором политологии и истории. Мэр Янг-Харрис (1959–1960). Сенатор штата Джорджия (1961–1964). Член Государственного совета по вопросам помилования и условно-досрочного освобождения (1973–1975).
Миллер был вице-губернатором (1975–1990) и губернатором (1991–1999) Джорджии, сенатор США (2000–2005).
Объявил в 1991 году, что он поддерживает Билла Клинтона на президентских выборах в 1992 году на съезде Демократической партии. Он подверг критике президента Джорджа Буша и вице-президента Дэна Квейла. О Квейле Миллер сказал: «Не все из нас могут родиться богатыми, красивыми и счастливыми, и вот поэтому у нас и есть Демократическая партия».
На съезде Республиканской партии в 2004 году Миллер критиковал своих демократических однопартийцев за слишком либеральные позиции: «Никакая пара не была так неправа настолько громко, так часто, как двое сенаторов от штата Массачусетс — Тед Кеннеди и Джон Керри».